# Леандро Вега
Леандро Вега (ісп. Leandro Vega, нар. 27 травня 1996) — аргентинський футболіст, захисник.
Виступав, зокрема, за клуб «Рівер Плейт», а також олімпійську збірну Аргентини.

## Клубна кар'єра
Вихованець футбольної школи клубу «Рівер Плейт». Дорослу футбольну кар'єру розпочав 2015 року в основній команді того ж клубу, в якій провів один сезон, взявши участь у 13 матчах чемпіонату. 
До складу клубу «Ньюеллс Олд Бойз» приєднався 2016 року на правах оренди. Відтоді встиг відіграти за команду з Росаріо 1 матч в національному чемпіонаті.
З 2018 по 2022 роки захищав кольори еквадорського клубу «Емелек».

## Виступи за збірні
2011 року дебютував у складі юнацької збірної Аргентини, взяв участь у 19 іграх на юнацькому рівні, відзначившись одним забитим голом.
Протягом 2015 року залучався до складу молодіжної збірної Аргентини. На молодіжному рівні зіграв у 7 офіційних матчах.
2016 року захищав кольори олімпійської збірної Аргентини. У складі цієї команди провів 1 матч. У складі збірної — учасник футбольного турніру на Олімпійських іграх 2016 року у Ріо-де-Жанейро.

## Титули і досягнення
- Переможець Південноамериканського кубка: 2014
- Переможець Кубка Лібертадорес: 2015
- Переможець Рекопи Південної Америки: 2015

### Збірні
Збірна Аргентини
- Чемпіон Південної Америки (U-17): 2013
- Чемпіон Південної Америки {U-20): 2015